# Benquerencia de la Serena
Benquerencia de la Serena település Spanyolországban, Badajoz tartományban. Benquerencia de la Serena Cabeza del Buey, Monterrubio de la Serena, Zalamea de la Serena és Castuera községekkel határos. Lakosainak száma 789 fő (2024).

## Népesség
A település lakosságának változását az alábbi diagram mutatja:
| Lakosok száma | 1019 | 969  | 972  | 948  | 933  | 903  | 865  | 829  | 808  | 789  |
|               | 2001 | 2004 | 2006 | 2009 | 2011 | 2014 | 2016 | 2019 | 2021 | 2024 |